# فونغ كا كي
فونغ كا كي (بالصينية: 馮嘉奇) هو لاعب كرة قدم ومعلق رياضي صيني في مركز الدفاع، ولد في 19 سبتمبر 1977 في هونغ كونغ في الصين. لعب مع نادي كيتشي.